# Estiva Gerbi (ort)
Estiva Gerbi är en ort i Brasilien.   Den ligger i kommunen Estiva Gerbi och delstaten São Paulo, i den sydöstra delen av landet, 700 km söder om huvudstaden Brasília. Estiva Gerbi ligger 603 meter över havet och antalet invånare är 10 044.
Terrängen runt Estiva Gerbi är huvudsakligen platt. Estiva Gerbi ligger nere i en dal. Runt Estiva Gerbi är det ganska tätbefolkat, med 179 invånare per kvadratkilometer.. Närmaste större samhälle är Mogi-Gaucu, 10,7 km söder om Estiva Gerbi.
Omgivningarna runt Estiva Gerbi är en mosaik av jordbruksmark och naturlig växtlighet.